# Tiens mon best-of
Tiens mon best-of est la première compilation  de la chanteuse française Louane, sorti le 9 mai 2025, chez Island Def Jam.

## Promotion
Dans la foulée de sa participation à l'Eurovision 2025, Louane sort sa toute première compilation des chansons qui ont marqué sa carrière, le 9 mai 2025. On y retrouve une version anglaise de sa chanson Maman. 
Cette compilation se fait rapidement une place à sa sortie dans le Top Album France (SNEP) avec 5000 ventes certifiées.  

## Liste des pistes
| Tiens mon best-of (2025) | Tiens mon best-of (2025) | Tiens mon best-of (2025) | Tiens mon best-of (2025) | Tiens mon best-of (2025) | Tiens mon best-of (2025) | Tiens mon best-of (2025) | Tiens mon best-of (2025) | Tiens mon best-of (2025) | Tiens mon best-of (2025) |
| No                       | Titre                    | Durée                    |                          |                          |                          |                          |                          |                          |                          |
| ------------------------ | ------------------------ | ------------------------ | ------------------------ | ------------------------ | ------------------------ | ------------------------ | ------------------------ | ------------------------ | ------------------------ |
| 1.                       | Maman                    | 3:02                     |                          |                          |                          |                          |                          |                          |                          |
| 2.                       | Jour 1                   | 3:37                     |                          |                          |                          |                          |                          |                          |                          |
| 3.                       | On était beau            | 3:25                     |                          |                          |                          |                          |                          |                          |                          |
| 4.                       | Donne-moi ton cœur       | 3:10                     |                          |                          |                          |                          |                          |                          |                          |
| 5.                       | Pardonne-moi             | 3:07                     |                          |                          |                          |                          |                          |                          |                          |
| 6.                       | La pluie                 | 2:40                     |                          |                          |                          |                          |                          |                          |                          |
| 7.                       | Nos secrets              | 3:59                     |                          |                          |                          |                          |                          |                          |                          |
| 8.                       | Nuit pourpre             | 3:59                     |                          |                          |                          |                          |                          |                          |                          |
| 9.                       | Aimer à mort             | 2:56                     |                          |                          |                          |                          |                          |                          |                          |
| 10.                      | Le bateau coule          | 3:19                     |                          |                          |                          |                          |                          |                          |                          |
| 11.                      | Douce                    | 3:24                     |                          |                          |                          |                          |                          |                          |                          |
| 12.                      | Si t'étais là            | 2:34                     |                          |                          |                          |                          |                          |                          |                          |
| 13.                      | À l'autre                | 3:01                     |                          |                          |                          |                          |                          |                          |                          |
| 14.                      | Les étoiles              | 3:27                     |                          |                          |                          |                          |                          |                          |                          |
| 15.                      | Quand tu mens            | 2:15                     |                          |                          |                          |                          |                          |                          |                          |
| 16.                      | Tornade                  | 3:22                     |                          |                          |                          |                          |                          |                          |                          |
| 17.                      | À quoi tu penses         | 3:24                     |                          |                          |                          |                          |                          |                          |                          |
| 18.                      | Alien                    | 3:41                     |                          |                          |                          |                          |                          |                          |                          |
| 19.                      | Avenir                   | 3:04                     |                          |                          |                          |                          |                          |                          |                          |
| 20.                      | Secret                   | 3:11                     |                          |                          |                          |                          |                          |                          |                          |
| 21.                      | Maman (English Version)  | 3:00                     |                          |                          |                          |                          |                          |                          |                          |
| 01:07                    |                          |                          |                          |                          |                          |                          |                          |                          |                          |

## Certifications
| Pays          | Ventes certifiées |
| ------------- | ----------------- |
| France (SNEP) | 5 000             |